# Disteísmo
O disteísmo (do grego δυσ- dys-, "mau", e θεός theos, "deus") é a crença de que um deus não é totalmente bom ou é possivelmente mau. As definições do termo variam um pouco, com um dos autores a defini-lo como "onde Deus decide se tornar maligno". O amplo tema do disteísmo existe há milênios, conforme mostrado por deuses trapaceiros encontrados em sistemas de crenças politeístas e pela visão de outras representações de seres supremos (como as das religiões abraâmicas, particularmente o Antigo Testamento) como seres raivosos, vingativos e ferozes, em pontos de vista não religiosos. O conceito moderno remonta a muitas décadas, com a figura da Era Vitoriana, Algernon Charles Swinburne, escrevendo em sua obra Anactória sobre a poetisa da Grécia Antiga, Safo, e seu amante Anactoria em imagens explicitamente disteístas que incluem canibalismo e sadomasoquismo.

## Contexto e detalhes
O conceito tem sido usado com frequência na cultura popular e faz parte de várias tradições religiosas no mundo. Os deuses trapaceiros encontrados em sistemas de crenças politeístas geralmente têm uma natureza distinta. Um exemplo é Exu, um deus trapaceiro da mitologia iorubá que deliberadamente promoveu a violência entre grupos de pessoas para sua própria diversão, afirmando que "causar conflito é sua maior alegria". Outro exemplo é o deus nórdico Loki, embora Odin também tenha essas qualidades. O zoroastrismo envolve a crença em uma luta contínua entre um deus criador da bondade (Aúra-Masda) e um deus destruidor do ódio (Arimã), nenhum dos quais é onipotente, o que é uma forma de cosmologia dualística. O deus grego Ares, dependendo da época e da região, era associado a todos os horrores da guerra.
Os disteístas podem ser teístas ou ateístas e, no caso de qualquer um, com relação à natureza do deus das religiões abraâmicas, afirmarão que Deus não é bom e que é possivelmente, embora não necessariamente, maligno, particularmente (mas não exclusivamente) para aqueles que não desejam seguir essa fé. Por exemplo. em seu Pecadores nas Mãos de um Deus Irado (1741), Jonathan Edwards, um pregador avivalista, descreve um deus cheio de raiva vingativa e desprezo. No entanto, a teologia de Edwards presume um deus cuja vingança e desprezo são direcionados ao mal e sua manifestação na humanidade caída. Para Edwards, uma divindade que ignora a corrupção moral ou mostra indiferença ao mal estaria mais próxima de uma divindade esposada pelo disteísmo, ou seja, maligna, pois a justiça é uma extensão do amor e da bondade moral.
Uma visão particular do disteísmo, uma abordagem ateísta, é resumida pelo proeminente filósofo revolucionário Mikhail Bakunin, que escreveu em Deus e o Estado que "se Deus realmente existisse, seria necessário aboli-lo". Bakunin argumentou que, como um "amante ciumento da liberdade humana, e considerando-a a condição absoluta de tudo o que admiramos e respeitamos na humanidade", a "ideia de Deus" constitui uma opressão metafísica da ideia da escolha humana. Este argumento é uma inversão da frase de Voltaire, que diz que  "se Deus não existisse, seria necessário que o homem o inventasse".
O teórico político e ativista Thomas Paine escreveu de forma semelhante em A Era da Razão: "Sempre que lemos as histórias obscenas, os deboches voluptuosos, as execuções cruéis e torturantes, e o espírito implacável de vingança com os quais mais de metade da Bíblia está preenchida, seria mais consistente que a chamássemos de a palavra de um demônio, do que de a Palavra de Deus." Ele acrescentou: "Trata-se de uma história de maldade, que serviu para corromper e brutalizar a humanidade; e, de minha parte, eu sinceramente a detesto, assim como detesto tudo que é cruel." Ao contrário de Bakunin, no entanto, a condenação de Paine da suposta natureza do divino de sua época não chegava ao ateísmo absoluto e à descrença em toda espiritualidade. Paine afirmou que aceitava a noção deísta de um motor todo-poderoso por trás de todas as coisas.

## Uso na cultura popular
O disteísmo como conceito, embora muitas vezes não seja rotulado como tal, tem sido referido em muitos aspectos da cultura popular. Como afirmado antes, as ideias relacionadas datam de muitas décadas, com a figura da Era Vitoriana Algernon Charles Swinburne escrevendo em sua obra Anactoria sobre a poetisa da Grécia Antiga Safo e seu amante Anactoria em imagens explicitamente disteístas que incluem canibalismo e sadomasoquismo. Exemplos mais recentes incluem a popular série de televisão Star Trek. O personagem fictício Worf afirma que sua raça, os Klingons, não tem deuses, porque eles os mataram séculos atrás por serem "mais problemáticos do que o que valiam".